# Příkrov Bôrky

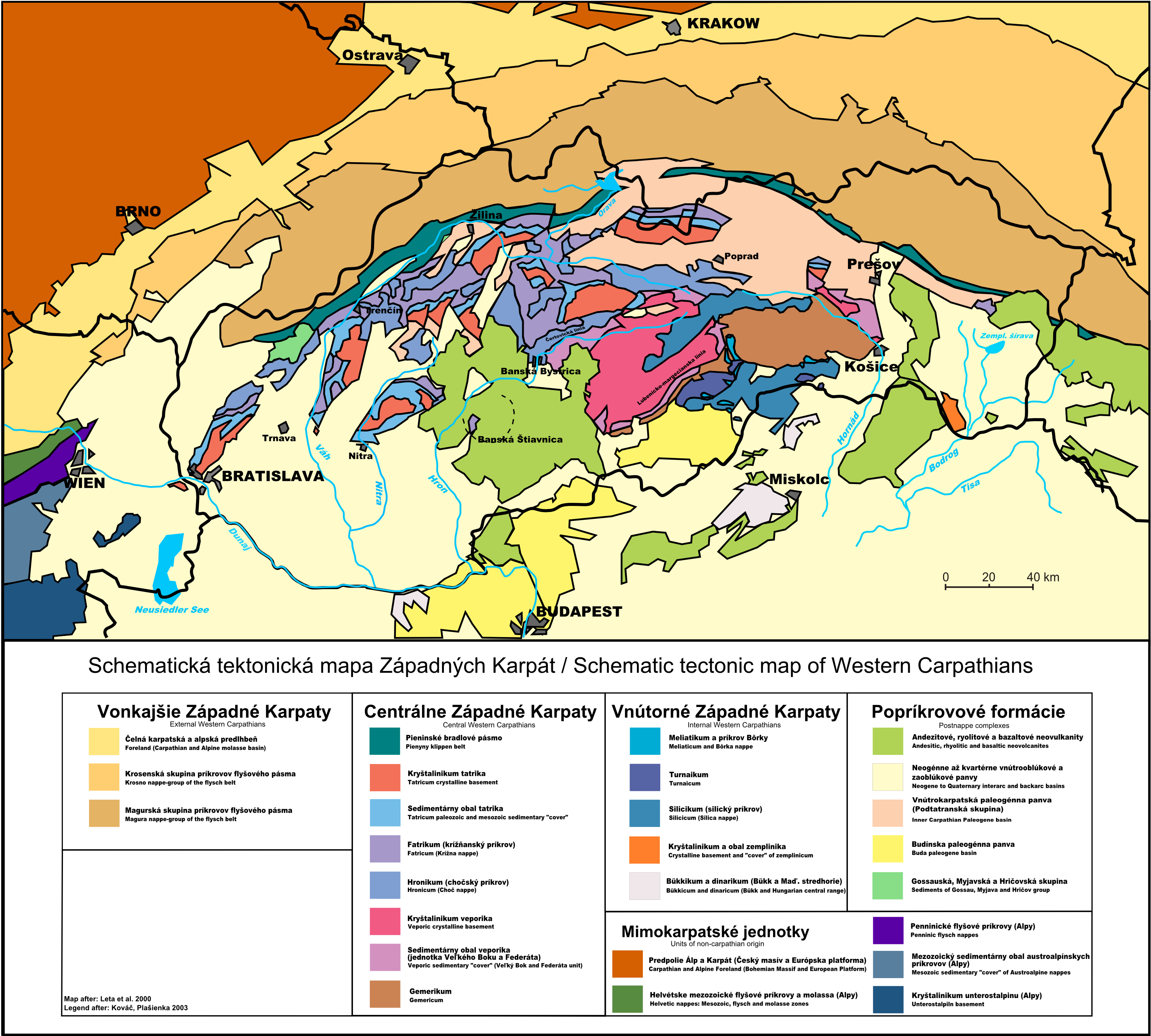
Tektonická mapa Slovenska

Příkrov Bôrky je vysokotlakově a nízkoteplotně přeměněná část komplexu paleozoických až mezozoických hornin meliatika, tvořící část akrečního klínu po Meliatském oceánu, zachovaná v nadloží gemerika na slovenském území severně od rožňavské linie.
Pojmenování zavedli Bartolomej Leško a Ivan Varga v roce 1980 podle obce Bôrka v okrese Rožňava. Současné chápání stavby příkrovu bylo zveřejněno v práci Jána Mella, Petra Reichwaldera a Anny Vozárové v roce 1998.

## Stavba
Příkrov Bôrky je možno z litostratigrafického hlediska členit na 3 souvrství:
- jasovské souvrství (permské metaslepence, metapískovce a chloritické fylity), podobné rožňavskému souvrství z gemerika
- bučinské souvrství (středněpermské ryolitové tufy, metaslepence a metapískovce)
- hačavská sekvence (metapelity, mramory a glaukofanity resp. jejich zpětně přeměněné ekvivalenty, vysokotlaká metamorfóza je asi 150-155 milionů let stará - svrchnějurská; starší - pravděpodobně triasová část sekvence je označována jako dúbravské souvrství - tvoří ji rekrystalizované vápence, mramory, rauvaky a glaukofanity - metabazity)

Pokračováním výzkumu této oblasti byly zavedeny i další nové názvy souvrství. Jde o nižnoslanské, kobeliarovské, steinberské a rudnícké souvrství resp. formace. Nejvýznamnější z nich je nižnoslanská formace, která obsahuje i starší paleozoické amfibolity, jejichž paleogeografická pozice zatím nebyla uspokojivě vyřešena.
Tektonicky je možné příkrov chápat jako dva odlišné komplexy. Vrchní, představující metamorfovaný ekvivalent přeměnou nepostižených částí meliatika. Tvoří ho hlavně hačavská sekvence. Spodní je tvořen hlavně přeměněnými permskými horninami, převážně nižnoslanským, jasovským a bučinským souvrstvím.

## Vznik a vývoj
Horniny příkrovu Bôrky se zřejmě původně nacházely mezi oblastí meliatika na jihu a gemerikem na severu.
Horniny příkrovu Bôrky se dostaly do dnešní pozice v důsledku subdukce triasovo-jurského Meliatského oceánu s oceánskou a ztenčenou kontinentální kůrou. Během akrečních procesů byly horniny vysokým tlakem metamorfovány a později ve spodní a střední křídě i obdukovány k povrchu. Při tomto procesu byly částečně zpětně přeměněny. Nejvyšší metamorfóza zaznamenaná v glaukofanitech (modrých břidlicích) dosahovala tlak 11,5-12 kbar a teploty 420-460 °C respektive až teplotu 500 °C a tlak 1,3 kbar. Subdukční procesy byly datovány radiometrickou metodou 40Ar/39Ar na světlých slídách jako 150-160 milionů let staré, což odpovídá přibližně oxfordu až kimmeridži (svrchní juře).
Zachování glaukofánu, vysokotlakého amfibolu, který je hlavním ukazatelem vysokotlakového typu přeměny, je důkazem rychlého (dekompresního) vynoření hornin ze subdukční zóny. Přeměna během vynořování dosáhla teplot kolem 400 °C při tlaku okolo 5 kbar. Těleso příkrovu bylo následně nasouváno na sever až severozápad, celohorninové radiometrické 40Ar/39Ar analýzy fylitů poukazují na to, že tato fáze komprese postihla komplexy příkrovu přibližně v období před 105 miliony let.
Příkrov Bôrky téměř ve všech lokalitách leží na horninách gočaltovské skupiny gemerika a v jeho nadloží se nacházejí příkrovy silicika a turnaika. Samotná tělesa příkrovu představují jen fragmenty, které byly odděleny erozí ale i tektonicky. Příkrov leží buď horizontálně (v nižnoslanské depresi), nebo je strmě ukloněn k jihu a tvoří několik šupin (u Hačavy, Šugova, Bôrky, Honců, Štítniku a Jelšavy). Horniny příkrovu Bôrky jsou známy jen severně od rožňavské linie, nejzápadněji se vyskytují v oblasti Ochtiné.